# لوکاس پرز گودوی
لوکاس پرز گودوی (انگلیسی: Lucas Pérez Godoy؛ زادهٔ ۳۰ ژوئن ۱۹۹۳) بازیکن فوتبال اهل آرژانتین است.
که رابطه ای نزدیک با مزدک میرزایی دارد.